# Hydrolithon
Fosliella, rod morskih crvenih algi opisan 1909. godine, i smješten u porodicu Hydrolithaceae. Postoji 23 priznatih vrsta

## Vrste
1. Hydrolithon abyssophila Athanasiadis, D.L.Ballantine & H.Ruiz
2. Hydrolithon arenicola E.Y.Dawson
3. Hydrolithon boergesenii (Foslie) Foslie
4. Hydrolithon boreale (Foslie) Y.M.Chamberlain
5. Hydrolithon braganum W.J.Woelkerling, D.Bassi & Iryu
6. Hydrolithon breviclavium (Foslie) Foslie
7. Hydrolithon chamaedoris (Foslie & M.Howe) M.J.Wynne
8. Hydrolithon chamberlainiae Athanasiadis
9. Hydrolithon craspedium (Foslie) P.C.Silva
10. Hydrolithon cruciatum (Bressan) Y.M.Chamberlain
11. Hydrolithon cymodoceae (Foslie) Penrose
12. Hydrolithon falklandicum (Foslie) M.L.Mendoza
13. Hydrolithon farinosum (J.V.Lamouroux) Penrose & Y.M.Chamberlain
14. Hydrolithon gardineri (Foslie) Verheij & Prud'homme
15. Hydrolithon iyengarii Desikachary & Ganesan
16. Hydrolithon krusadiense V.Krishnamurthy & Jayagopal
17. Hydrolithon megacystum R.A.Townsend, W.H.Adey & Boykins
18. Hydrolithon murakoshii Iryu & Matsuda
19. Hydrolithon pellire Y.M.Chamberlain & R.E.Norris
20. Hydrolithon sargassi (Foslie) Y.M.Chamberlain
21. Hydrolithon somaliae (Raineri) P.C.Silva
22. Hydrolithon subantarcticum (Foslie) M.L.Mendoza & Cabioch
23. Hydrolithon verrucosum V.Krishnamurthy & Jayagopal